# SBSフレック
SBSフレック株式会社は、SBSホールディングスに属する食品物流を主体とした総合物流企業。

## 沿革
- 1956年（昭和31年）6月14日 - 雪印乳業（現在の雪印メグミルク）の関連会社として、雪印運輸株式会社を設立。
- 1975年（昭和50年）10月 - 東京雪印物流株式会社に商号変更。
- 1999年（平成11年）10月1日 - 東京雪印物流が、北海道雪印物流株式会社、東北雪印物流株式会社、東海雪印物流株式会社、関西雪印物流株式会社の4社を吸収合併し、雪印物流株式会社に商号変更。
- 2004年（平成16年）
  - 6月 - 雪印乳業が、保有する雪印物流の株式のうち90.22%を株式会社エスビーエス（現・SBSホールディングス）へ譲渡したため、同社の子会社となる。
  - 7月 - フーズレック株式会社に商号変更。
- 2013年（平成25年）6月1日 - SBSフレック株式会社に商号変更。
- 2015年（平成27年）1月1日 - 子会社のSBSフレック関東が、同じく子会社のSBSフレック北海道株式会社・SBSフレック東北株式会社・SBSフレック中部株式会社・SBSフレック関西株式会社・SBSフレック九州株式会社を吸収合併し、商号をSBSフレックネット株式会社へ変更。

## 事件・不祥事

### 独占禁止法に基づく社名公表
2024年（令和6年）3月15日、公正取引委員会は「下請け企業との価格転嫁の交渉に適切に応じなかった企業名の公表」を行い、SBSフレックが該当企業であったことが判明した。

## グループ会社
- SBSフレックネット株式会社

他のSBSホールディングス株式会社関連企業については、SBSホールディングス#傘下企業を参照のこと。